# Зелене (Каховський район)
Зеле́не — село в Україні, у Верхньорогачицькій селищній громаді Каховського району Херсонської області. Населення становить 725 осіб.

## Історія
Станом на 1886 рік в селі Зеленівської волості мешкало 1146 особи, налічувалось 179 дворів, існували православна церква, лавка.
24 лютого 2022 року село тимчасово окуповане російськими військами під час російсько-української війни.

## Населення
Згідно з переписом УРСР 1989 року чисельність наявного населення села становила 881 особа, з яких 412 чоловіків та 469 жінок.
За переписом населення України 2001 року в селі мешкало 712 осіб.

### Мова
Розподіл населення за рідною мовою за даними перепису 2001 року:
| Мова            | Кількість | Відсоток |
| --------------- | --------- | -------- |
| українська      | 695       | 96.13%   |
| російська       | 27        | 3.63%    |
| інші/не вказали | 1         | 0.14%    |
| Усього          | 723       | 100%     |